# Peter Kraus (hockeyer)
Peter Kraus (Rüsselsheim am Main, 27 juni 1941 – Mainz, 1 augustus 2024) was een hockeyer uit Duitsland. 
Kraus won tijdens de Olympische Zomerspelen in eigen land in 1972 de gouden medaille.
Kraus overleed op 1 augustus 2024 op 83-jarige leeftijd aan hartfalen. 

## Erelijst
- 1972 –  Olympische Spelen in München